# توماس راسيل بودن
توماس راسيل بودن هو محامي وسياسي أمريكي، ولد في 20 مايو 1841، وتوفي في 6 يوليو 1893. نشط حزبياً في الحزب الجمهوري.